# 隋朝故事新编
《隋朝故事新编》是中国作家马舒、马达编著的一部关于隋朝历史的通俗历史读物。内容包括从隋文帝取代北周到唐朝灭隋共68个历史故事。接续在文革中的去世的林汉达所著的《故事新编》系列（《东周列国故事新编》《前后汉故事新编》《三国故事》），和马舒所著的《西晋故事新编》《东晋故事新编》（中华书局出版）、《南北朝故事新编》（齐鲁书社出版）。1992年8月，《隋朝故事新编》由华东师范大学出版社首次出版。